# Stockard Channing in Just Friends
Stockard Channing in Just Friends est une série télévisée de sitcom américaine en treize épisodes de 22–24 minutes, diffusés entre le 4 mars et le 24 juin 1979 sur CBS.

## Fiche technique
Sauf indication contraire, les informations mentionnées dans cette section peuvent être confirmées par la base de données cinématographiques IMDb,  présente dans la section « Liens externes ».
- Titre original : Stockard Channing in Just Friends
- Réalisation : J. D. Lobue, Will Mackenzie, Joan Darling, Jay Sandrich, Rick Bennewitz, Robert Drivas et Bob LaHendro
- Scénario : George Arthur Bloom, Eric Cohen, Earl Barret, Nick Arnold, Beverly Bloomberg
- Photographie :
- Musique : Delaney Bramlett
- Casting : Geri Windsor
- Montage : Gary Anderson, Rick Mackenzie et Andy Zall
- Décors : Donald J. Remacle
- Costumes : Barbara Andrews et Bill Belew
- Production : Al Rogers, Nick Arnold, George Arthur Bloom et Peter Locke (en)
  - Producteur associé : Carolyn Waterson et Donald A. Ramsey
  - Producteur délégué : David Debin
- Sociétés de production : Little Bear production
- Société de distribution :
- Chaîne d'origine : CBS
- Pays d'origine :  États-Unis
- Langue originale : anglais
- Genre : Sitcom
- Durée : 22–24 minutes

## Distribution

### Acteurs principaux
- Stockard Channing : Susan Hughes
- Gerrit Graham : Leonard Scribner
- Mimi Kennedy : Victoria
- Lou Criscuolo : Milt D'Angelo
- Sydney Goldsmith : Coral
- Joan Tolentino : Mme Fischer

### Invités
- Lawrence Pressman : Frank Hughes
- René Auberjonois : Roger
- John Byner : Jerry Smeg
- Hamilton Camp : Everett Spangler
- Patrick Cranshaw : Elderly Man
- Murphy Dunne : Barry
- George Gaynes : Rock La Rue
- Garry Goodrow : le manager de l'équipe de gym
- Scoey Mitchell
- Tom Selleck : Jordan Walsh
- Harry Shearer : Saul
- Liz Torres : Miranda D'Angelo
- Paul Wexler

## Épisodes
1. Pilot
2. Last of the Red Hot Tubs
3. A Little Fright Music
4. The Boy in the Band
5. Health May Be Hazardous
6. Lost Weekend
7. Same Time, Next Night
8. Room at the Top
9. Funny Thing Happened
10. The Ziegenfuss Force
11. A Fine Romance
12. Invasion of the Body Grabber
13. The Hollywood Syndrome